# Skoki do wody na Mistrzostwach Świata w Pływaniu 2017 – trampolina 3 m synchronicznie mężczyzn
Trampolina 3 m synchronicznie mężczyzn – jedna z konkurencji rozgrywanych w ramach skoków do wody, podczas mistrzostw świata w pływaniu w 2017. Eliminacje oraz finał odbyły się 15 lipca.
Do eliminacji zgłoszonych zostało 21 par. Dwanaście najlepszych duetów awansowało do finałowej rywalizacji.
Zwycięzcami konkurencji zostali reprezentanci Rosji Jewgienij Kuzniecow i Ilja Zacharow. Drugą pozycję zajęli zawodnicy z Chin Cao Yuan i Xie Siyi, trzecią zaś zawodnicy reprezentujący Ukrainę Ołeh Kołodij i Illa Kwasza.

## Wyniki
| Miejsce | Zawodnicy                            | Państwo           | Eliminacje | Eliminacje | Finał  | Finał   |
| Miejsce | Zawodnicy                            | Państwo           | Wynik      | Miejsce    | Wynik  | Miejsce |
| ------- | ------------------------------------ | ----------------- | ---------- | ---------- | ------ | ------- |
| 01 !    | Jewgienij Kuzniecow Ilja Zacharow    | Rosja             | 436,86     | 2.         | 450,30 | 1.      |
| 02 !    | Cao Yuan Xie Siyi                    | Chiny             | 438,84     | 1.         | 443,40 | 2.      |
| 03 !    | Ołeh Kołodij Illa Kwasza             | Ukraina           | 398,91     | 6.         | 429,99 | 3.      |
| 4.      | Jack Laugher Chris Mears             | Wielka Brytania   | 401,88     | 5.         | 418,20 | 4.      |
| 5.      | Stephan Feck Patrick Hausding        | Niemcy            | 397,65     | 7.         | 415,35 | 5.      |
| 6.      | Sam Dorman Michael Hixon             | Stany Zjednoczone | 410,10     | 3.         | 409,05 | 6.      |
| 7.      | Rodrigo Diego Adan Zúñiga            | Meksyk            | 383,88     | 9.         | 397,17 | 7.      |
| 8.      | Kim Yeong-nam Woo Ha-ram             | Korea Południowa  | 378,75     | 10.        | 396,90 | 8.      |
| 9.      | Philippe Gagné François Imbeau-Dulac | Kanada            | 404,43     | 4.         | 390,06 | 9.      |
| 10.     | Chew Yiwei Ooi Tze Liang             | Malezja           | 384,69     | 8.         | 370,77 | 10.     |
| 11.     | Gabriele Auber Lorenzo Marsaglia     | Włochy            | 374,40     | 12.        | 368,64 | 11.     |
| 12.     | Matthew Carter Kevin Chávez          | Australia         | 377,91     | 11.        | 357,33 | 12.     |
| 13.     | Nicolás García Héctor García         | Hiszpania         | 372,30     | 13.        | NQ     | NQ      |
| 14.     | Guillaume Dutoit Simon Rieckhoff     | Szwajcaria        | 369,45     | 14.        | NQ     | NQ      |
| 15.     | Kacper Lesiak Andrzej Rzeszutek      | Polska            | 351,93     | 15.        | NQ     | NQ      |
| 16.     | Jauhenij Karaliou Mikita Tkaczou     | Białoruś          | 341,01     | 16.        | NQ     | NQ      |
| 17.     | Mark Lee Timothy Lee                 | Singapur          | 335,52     | 17.        | NQ     | NQ      |
| 18.     | Alejandro Arias Sebastián Morales    | Kolumbia          | 326,79     | 18.        | NQ     | NQ      |
| 19.     | Sandro Melikidze Tornike Onikaszwili | Gruzja            | 316,14     | 19.        | NQ     | NQ      |
| 20.     | Diego Carquin Donato Neglia          | Chile             | 295,23     | 20.        | NQ     | NQ      |
| 21.     | Lei Wai Shing Leong Kam Cheong       | Makau             | 274,17     | 21.        | NQ     | NQ      |